# Centa San Nicolò
Centa San Nicolò (Zénta in dialetto trentino, Tschint in cimbro) è una frazione di 624 abitanti del comune italiano dell'Altopiano della Vigolana, nella provincia autonoma di Trento. Fino al 31 dicembre 2015 ha costituito un comune autonomo.

## Storia
Centa San Nicolò è una delle più grandi frazioni come estensione del territorio: non è infatti un unico agglomerato, come Vattaro, o Caldonazzo, ma un insieme di piccoli masi, piccole frazioni, che coprono tutto il versante orientale della Vigolana.
Nel XIII secolo il principe vescovo Vanga fece chiamare alcuni coloni bavaresi, conosciuti oggi come cimbri, per tenere aperta una via commerciale tra Trento e gli Altipiani di Lavarone e Folgaria; questi coloni fondarono il primo nucleo in un piccolo maso, ora inglobato da altri, e chiamarono questa loro abitazione col termine di "Cinta - Tschint", da cui poi derivò "Centa". Per "cinta" si intendeva la recinzione che proteggeva il maso e che lo difendeva da lupi, orsi ed animali selvatici in genere.
Nei secoli successivi, la strada venne ampliata e fu fondato un vero e proprio paese. Fu aperta anche la strada che porta a Caldonazzo: vari masi, tra cui Campregheri, la Strada e altri sorsero ai lati di questa via, tutt'ora esistente.
La devozione a san Nicola di Bari ebbe origine nel periodo della peste, quando l'intero paese chiese aiuto al santo e fu miracolosamente risparmiato dalla peste che flagellava l'Europa intera.
Durante la prima guerra mondiale i tedeschi costruirono una strada sul fronte opposto della vallata, scavando nella nuda roccia, per collegare Trento agli altipiani.
Ancora oggi in località Campregheri si possono trovare delle piccole fortificazioni risalenti alla prima guerra mondiale; sparse su tutto il territorio della frazione vi sono le tracce di numerose trincee.

### Simboli

Vecchio stemma comunale

Lo stemma e il gonfalone erano stati approvati con D.G.P. del 27 novembre 1987.
Stemma
Corona: Murale di Comune.
Ornamenti: A destra una fronda d'alloro fruttata di rosso, a sinistra una fronda di quercia ghiandifera al naturale, legate da un nastro d'argento, rosso e nero.»
Gonfalone
Il gonfalone  termina al battente a coda di rondine.

## Monumenti e luoghi d'interesse

### Architetture religiose
- Chiesa di San Nicolò

## Società

### Evoluzione demografica
Abitanti censiti

## Geografia antropica
La circoscrizione territoriale ha subito le seguenti modifiche: nel 1928 il comune viene soppresso e i suoi territori aggregati al comune di Caldonazzo; nel 1947 il comune viene ricostituito (Censimento 1936: pop. res. 777); nel 1988 aggregazione di territori staccati dai comuni di Caldonazzo, Calceranica al Lago e Vattaro (Censimento 1981: pop. res. 35).
Nel 2016 viene unificato con i comuni limitrofi di Bosentino, Vattaro e Vigolo Vattaro nel nuovo comune dell'Altopiano della Vigolana.